# ラシス・マリンガ
セパラマドゥ・ラシス・マリンガ（シンハラ語: සෙපරමාදු ලසිත් මාලිංග、英: Separamadu Lasith Malinga、1983年8月28日 - ）は、スリランカ出身のプロクリケット選手。スリランカ代表。ポジションはボウラー。

## 概要
2010年代を代表するクリケット選手の一人。クリケットのバイブルとして知られるウィズデン・クリケッターズ・アルマナックによって、2010年代のODI方式のワールドイレブンに選出された。